# Осиновский (Волгоградская область)
Осиновский — хутор в Калачёвском районе Волгоградской области России. Входит в состав Голубинского сельского поселения.

## История
В «Списке населённых мест Земли Войска Донского», изданном в 1864 году, населённый пункт упомянут как хутор Осиновский в составе юрта станицы Голубинской Второго Донского округа, при балке Осиновой, расположенный в 74 верстах от окружной станицы Нижне-Чирской. В Осиновском имелось 20 дворов и проживало 190 жителей (71 мужчина и 119 женщин).

Согласно Списку населённых мест Области Войска Донского по переписи 1873 года в населённом пункте насчитывалось 54 двора и проживало 179 душ мужского и 191 женского пола.

В 1921 году в составе Второго Донского округа включен в состав Царицынской губернии. По состоянию на 1933 год хутор являлся административным центром Осинского сельсовета Калачёвского района Нижне-Волжского края.
В 1960 году хутор Осиновский был включён в состав Голубинского сельсовета.

## География
Хутор находится в южной части Волгоградской области, по обеим сторонам балки Осиновый Лог, на расстоянии примерно 29 километров (по прямой) к северо-северо-западу (NNW) от города Калач-на-Дону, административного центра района. Абсолютная высота — 128 метров над уровнем моря.

Климат классифицируется как влажный континентальный с тёплым летом (согласно классификации климатов Кёппена — Dfa).
Часовой пояс
Хутор Осиновский, как и вся Волгоградская область, находится в часовой зоне МСК (московское время). Смещение применяемого времени относительно UTC составляет +3:00.

## Население
| 2010 |
| ---- |
| 78   |

Гендерный состав
По данным Всероссийской переписи населения 2010 года в гендерной структуре населения мужчины составляли 57,7 %, женщины — соответственно 42,3 %.
Национальный состав
Согласно результатам переписи 2002 года, в национальной структуре населения чеченцы составляли 84 %.

## Улицы
Уличная сеть хутора состоит из пяти улиц.